# Phylica simii
Phylica simii är en brakvedsväxtart som beskrevs av Neville Stuart Pillans. Phylica simii ingår i släktet Phylica och familjen brakvedsväxter. Inga underarter finns listade i Catalogue of Life.